# Infest
Инфест је јагодински треш метал бенд. Састав је оформљен 2002. године у Јагодини. Поставу су чинили Зоран Соколовић (вокал, гитара), Давид (гитара), Анта (бас-гитара) и Душан Милошевић (бубањ). Године 2004. освајају прво место по гласовима публике на Зајечарској гитаријади. Бенд пролази кроз многобројне промене у постави и једини стални члан јесте оснивач бенда, Зоран Соколовић.
Данас бенд чине: Зоран Соколовић Вандал(вокал, гитара), Tyrant (гитара), Khil (бас-гитара) и Zombie (бубањ).

## Дискографија
- 2003. Inquisition (Демо)
- 2005. Time to Die (Демо)
- 2006. Anger Will Remain
- 2008. Christ Denial (ЕП)
- 2009. Onward to Destroy (Zero budget prod, Grom rec.)
- 2011. Everlasting Genocide (Zero budget prod)
- 2014. Cold Blood War (Xtreem Music)